# Lochan Dubh nan Geodh
Lochan Dubh nan Geodh ist ein Süßwassersee in der schottischen Council Area Highland beziehungsweise der traditionellen Grafschaft Caithness. Der See ist nicht zu verwechseln mit dem nur wenige Kilometer entfernt gelegenen Lochan Dubh.

## Beschreibung
Der See liegt auf einer Höhe von 136 Metern über dem Meeresspiegel in der dünnbesiedelten Grafschaft Caithness im Norden Schottlands. Seine Ufer sind unbesiedelt. Die nächstgelegene größere Siedlung ist der sieben Kilometer nordöstlich gelegene Weiler Westerdale. 13 Kilometer nordöstlich befindet sich Halkirk. Der Lochan Dubh Cadhafuaraich ist nicht durch befestigte Straßen erschlossen. Die nächstgelegene öffentliche Straße ist die B870, die etwa sieben Kilometer nordöstlich verläuft.
Der Lochan Dubh nan Geodh weist eine maximale Länge von einem Kilometer bei einer maximalen Breite von 0,88 Kilometern auf, woraus sich eine Fläche von 36 Hektar und ein Umfang von drei Kilometern ergeben. Die mittlere Tiefe des Lochan Dubh nan Geodh beträgt 4,8 Meter, woraus ein Volumen 1.723.296 Kubikmetern resultiert. Sein Einzugsgebiet umfasst 71 Hektar und besteht zu etwa 45 % aus Moorflächen, während Grundwasser 52 % des Zuflusses zu Lochan Dubh nan Geodh ausmacht. Das Einzugsgebiet erstreckt sich im Wesentlichen nach Norden. Der See besitzt keine benannten Zuflüsse. Vom Südostufer fließt ein unbenannter Bach zum Loch Eileanach ab, der über den Loch More und den Thurso in den Atlantik entwässert.